# Eric Braeden
Eric Braeden (nacido Hans-Jörg Gudegast; Bredenbek, 3 de abril de 1941) es un actor de cine y televisión alemán, conocido por sus papeles de Victor Newman en la telenovela The Young and the Restless, Hans Dietrich en la serie The Rat Patrol, Dr. Charles Forbin en Colossus: The Forbin Project y John Jacob Astor IV en Titanic de 1997. Ganó el premio Daytime Emmy en 1998 al mejor actor en una serie dramática por su interpretación de Victor Newman.

## Infancia
Braeden nació como Hans-Jörg Gudegast en Bredenbek, Alemania (cerca de Kiel), un pequeño pueblo del norte de Alemania del que su padre fue alcalde. Emigró a Estados Unidos en 1959 y estudió en la Universidad de Montana, Missoula.